# Hilkka Riihivuori
Hilkka Maria Riihivuori z d. Kuntola (ur. 24 grudnia 1952 w Jurva) – fińska biegaczka narciarska, czterokrotna medalistka olimpijska i sześciokrotna medalistka mistrzostw świata.

## Kariera
Igrzyska olimpijskie w Sapporo w 1972 r. były jej olimpijskim debiutem. Wraz z Heleną Takalo i Marjattą Kajosmaa zdobyła srebrny medal w sztafecie 3 × 5 km. Na tych samych igrzyskach zajęła 5. miejsce w biegu na 5 km oraz 8. miejsce w biegu na 10 km stylem klasycznym. Cztery lata później, podczas igrzysk olimpijskich w Innsbrucku osiągnęła podobne wyniki. Wspólnie z Liisą Suihkonen, Heleną Takalo i Marjattą Kajosmaa zdobyła kolejny srebrny medal w debiutującej na igrzyskach sztafecie 4 × 5 km. W biegu na 5 km zajęła 4. miejsce, przegrywając walkę o brązowy medal z Niną Bałdyszewą ze Związku Radzieckiego. Największe sukcesy osiągnęła podczas igrzysk olimpijskich w Lake Placid w 1980 r. Zdobyła srebrne medale zarówno w biegu na 5 km, w którym lepsza była jedynie Raisa Smietanina z ZSRR oraz w biegu na 10 km stylem klasycznym, w którym triumfowała Barbara Petzold z NRD. Na tych igrzyskach Finki z Riihivuori w składzie zajęły piąte miejsce.
W 1974 r. startowała na mistrzostwach świata w Falun. W swoim najlepszym występie, w sztafecie 4 × 5 km zajęła wraz z koleżankami z reprezentacji 4. miejsce. Mistrzostwa świata w Lahti w 1978 r. były najbardziej udanymi w jej karierze. Razem z Tainą Impiö, Marją-Liisą Hämälainen i Heleną Takalo zdobyła złoty medal w sztafecie. Ponadto zdobyła srebrny medal w biegu na 5 km oraz brązowy w biegu na 10 km techniką klasyczną. Mistrzostwa świata w Oslo w 1982 r. były jej ostatnimi. Zdobyła tam kolejne trzy medale: srebrne w biegach na 5 i 10 km techniką dowolną oraz brązowy na dystansie 20 km techniką klasyczną.
W 1977 r. otrzymała medal Holmenkollen wraz z inną fińską biegaczką narciarską Heleną Takalo oraz szwajcarskim skoczkiem narciarskim Walterem Steinerem.
Jej kuzynowie Erkki Antila i Keijo Kuntola reprezentowali Finlandię w biathlonie.

## Osiągnięcia

### Igrzyska olimpijskie
| Miejsce | Dzień     | Rok  | Miejscowość | Konkurencja             | Czas biegu | Strata   | Zwyciężczyni     |
| ------- | --------- | ---- | ----------- | ----------------------- | ---------- | -------- | ---------------- |
| 8.      | 6 lutego  | 1972 | Sapporo     | 10 km stylem klasycznym | 34:17,82   | +1:18,89 | Galina Kułakowa  |
| 5.      | 9 lutego  | 1972 | Sapporo     | 5 km stylem klasycznym  | 30:13,41   | +11,17   | Galina Kułakowa  |
| 2.      | 12 lutego | 1972 | Sapporo     | Sztafeta 3 × 5 km       | 48:46,15   | +33,22   | ZSRR             |
| 4.      | 7 lutego  | 1976 | Innsbruck   | 5 km stylem klasycznym  | 15:48,69   | +29,05   | Helena Takalo    |
| 9.      | 10 lutego | 1976 | Innsbruck   | 10 km stylem klasycznym | 30:13,41   | +1:15,98 | Raisa Smietanina |
| 2.      | 12 lutego | 1976 | Innsbruck   | Sztafeta 4 × 5 km       | 1:07:49,75 | +46,82   | ZSRR             |
| 2.      | 15 lutego | 1980 | Lake Placid | 5 km stylem klasycznym  | 15:06,92   | +5,04    | Raisa Smietanina |
| 2.      | 18 lutego | 1980 | Lake Placid | 10 km stylem klasycznym | 30:31,54   | +3,50    | Barbara Petzold  |
| 5.      | 21 lutego | 1980 | Lake Placid | Sztafeta 4 × 5 km       | 1:02:11,10 | +2:30,18 | NRD              |

### Mistrzostwa świata
| Miejsce | Dzień     | Rok  | Miejscowość | Konkurencja             | Czas biegu | Strata  | Zwyciężczyni     |
| ------- | --------- | ---- | ----------- | ----------------------- | ---------- | ------- | ---------------- |
| 20.     | 18 lutego | 1974 | Falun       | 5 km stylem dowolnym    | 15:17,42   | +50,21  | Galina Kułakowa  |
| 4.      | 23 lutego | 1974 | Falun       | Sztafeta 4 × 5 km       | 1:02:57,39 | +11,75  | ZSRR             |
| 3.      | 18 lutego | 1978 | Lahti       | 10 km stylem klasycznym | 37:01,72   | +21,71  | Zinaida Amosowa  |
| 2.      | 20 lutego | 1978 | Lahti       | 5 km stylem klasycznym  | 18:53,50   | +4,99   | Helena Takalo    |
| 1.      | 22 lutego | 1978 | Lahti       | Sztafeta 4 × 5 km       | 1:13:25,08 | -       | -                |
| 4.      | 25 lutego | 1978 | Lahti       | 20 km stylem klasycznym | 1:13:00,85 | +59,41  | Zinaida Amosowa  |
| 2.      | 19 lutego | 1982 | Oslo        | 10 km stylem dowolnym   | 29:25,9    | +20,6   | Berit Aunli      |
| 2.      | 21 lutego | 1982 | Oslo        | 5 km stylem dowolnym    | 14:30,2    | +5,4    | Berit Aunli      |
| 4.      | 24 lutego | 1982 | Oslo        | Sztafeta 4 × 5 km       | 1:02:15,9  | +52,5   | Norwegia         |
| 3.      | 26 lutego | 1982 | Oslo        | 20 km stylem klasycznym | 1:06:16,9  | +1:12,7 | Raisa Smietanina |

### Puchar Świata
W sezonach 1973/1974 - 1980/1981 Puchar Świata rozgrywany był nieoficjalnie.

#### Miejsca w klasyfikacji generalnej
- sezon 1980/1981: 8.
- sezon 1981/1982: 12.

#### Miejsca na podium
| Nr | Dzień      | Rok  | Miejscowość | Konkurencja             | Czas biegu | Strata  | Miejsce | Zwyciężczyni     |
| -- | ---------- | ---- | ----------- | ----------------------- | ---------- | ------- | ------- | ---------------- |
| 1. | 10 marca   | 1979 | Oslo        | 10 km                   | ?          | ?       | 2       | Galina Kułakowa  |
| 2. | 20 grudnia | 1980 | Ramsau      | 5 km                    | ?          | ?       | 2       | Raisa Smietanina |
| 3. | 19 lutego  | 1982 | Oslo        | 10 km stylem dowolnym   | 29:25,9    | +20,6   | 2       | Berit Aunli      |
| 4. | 22 lutego  | 1982 | Oslo        | 5 km stylem dowolnym    | 14:30,2    | +5,4    | 2       | Berit Aunli      |
| 5. | 26 lutego  | 1982 | Oslo        | 20 km stylem klasycznym | 1:06:16,9  | +1:12,7 | 3       | Raisa Smietanina |